# Augustin Mallemont
Augustin Mallemont (1839-1899) trabalhou como jardineiro-chefe da Imperial Quinta da Boa Vista na década de 1880. A partir de 1893 atuou como jardineiro-chefe dos jardins públicos do Rio de Janeiro na Inspetoria de Matas e Jardins, ao lado de Auguste François Marie Glaziou (1828-1906), como inspetor geral.

## Biografia
Augustin Mallemont, filho de Charles Denis Mallemont, era casado com Marie (1853-1929), irmã de do jardinista francês Paul Villon. Teve três filhos: Hortência, José Carlos (também mencionado George Charles em alguns sites) e Paulo Mallemont. Morreu em 1899, o cortejo fúnebre saiu da Praça da República. Em 18 de maio de 1900, é celebrada a missa de primeiro ano de sua morte na igreja S. Francisco de Paula conforme publicação no Jornal Gazeta de Noticias.
Em 1899, após sua morte, seu cunhado, Paul Villon exonerou-se do cargo de administrador do Parque Municipal de Belo Horizonte para assumir o de jardineiro-chefe da Inspetoria de Matas Marítimas e Terrestres de Caça e Pesca, no Rio de Janeiro. Essa função era exercida por Augustin Mallemont, desde 1893, e Paul Villon a exerceu até o seu falecimento, em 1905.

## Questão da autoria
Tal como outros nomes de jardineiros e horticultores como Jean-Baptiste Binot e Garnier, G. Krieger, Augustin Mallemont teve certo reconhecimento na sua época, mas passou para a história sem expressividade, uma vez que o apagamento da memória desses profissionais estrangeiros se fez tão fortemente que seus trabalhos chegaram a ser foram atribuídos, no século XX, a outros imigrantes de maior prestígio.
Nesse contexto de rara consagração e notoriedade mesmo para os paisagistas, pouco se sabe sobre os artífices estrangeiros que elaboraram a ornamentação utilizada nos jardins projetados por Glaziou, Riedel ou Villon, incluindo-se entre eles os rocailleurs que realizavam as grutas e ornamentos de cimento, que eram uma das marcas distintivas desses projetos paisagísticos.
Descobrimos um pouco sobre as atividades de Augustin Mallemont através de jornais da época, onde reportam uma exposição de plantas e flores em Petrópolis, onde ele participou juntamente com Glaziou e expôs suas aráceas reunidas nos arredores do Rio de Janeiro. Este evento foi registrado no jornal Mercantil, abril de 1884. Augustin Mallemont (mencionado Augusto Mallemont no jornal) ganhou a medalha de prata por sua coleção de aráceas.
No artigo da planta "Tillandsia Mallemontii" na wikipedia francesa, menciona que 'Mallemontii' foi uma dedicatória à um Monsieur Mallemont, porém sua identificação não é precisa. Coincidência ou não, esta planta foi catalogada e fazia parte da coleção de Auguste Glaziou em 1883. Futuramente esta planta ingressou no livro Flora Brasiliensis.  

## Leituras adicionais
- MAGALHÃES, Cristiane Maria. Obras rústicas e ornamentos: os artífices e a técnica da rocaille para jardins e parques urbanos no Brasil entre o final do século XIX e o início do XX